# ریکاردو بوویو
ریکاردو بوویو (به پرتغالی: Ricardo Bóvio de Souza) هافبک اهل برزیل است که در شهر Campos dos Goytacazes و در تاریخ ۱۷ ژانویهٔ ۱۹۸۲ به دنیا آمده‌است.
ریکاردو بوویو در تیم‌های فوتبال واسکو دوگاما سابقهٔ حضور دارد.